# Liste der Biografien/Gerh
Liste der Biografien |
Portal Biografien |
Personensuche
# |
A |
B |
C |
D |
E |
F |
G |
H |
I |
J |
K |
L |
M |
N |
O |
P |
Q |
R |
S |
T |
U |
V |
W |
X |
Y |
Z |
?
 
Ga |
Gb |
Gc |
Gd |
Ge |
Gf |
Gh |
Gi |
Gj |
Gk |
Gl |
Gm |
Gn |
Go |
Gp |
Gq |
Gr |
Gs |
Gu |
Gv |
Gw |
Gy |
Gz
 
Gea |
Geb |
Gec |
Ged |
Gee |
Gef |
Geg |
Geh |
Gei |
Gej |
Gek |
Gel |
Gem |
Gen |
Geo |
Gep |
Ger |
Ges |
Get |
Geu |
Gev |
Gew |
Gex |
Gey |
Gez
 
Gera |
Gerb |
Gerc |
Gerd |
Gere |
Gerf |
Gerg |
Gerh |
Geri |
Gerk |
Gerl |
Germ |
Gern |
Gero |
Gerp |
Gerr |
Gers |
Gert |
Geru |
Gerv |
Gerw |
Gery |
Gerz
Die Liste der Biografien führt alle Personen auf, die in der deutschsprachigen Wikipedia einen Artikel haben. Dieses ist eine Teilliste mit 277 Einträgen von Personen, deren Namen mit den Buchstaben „Gerh“ beginnt.

## Gerh

### Gerha

#### Gerhae
- Gerhaert van Leyden, Niclas († 1473), niederländischer Bildhauer

#### Gerhah
- Gerhaher, Christian (* 1969), deutscher Opernsänger (Bariton) und GesangspädagogeChristian Gerhaher (* 1969)

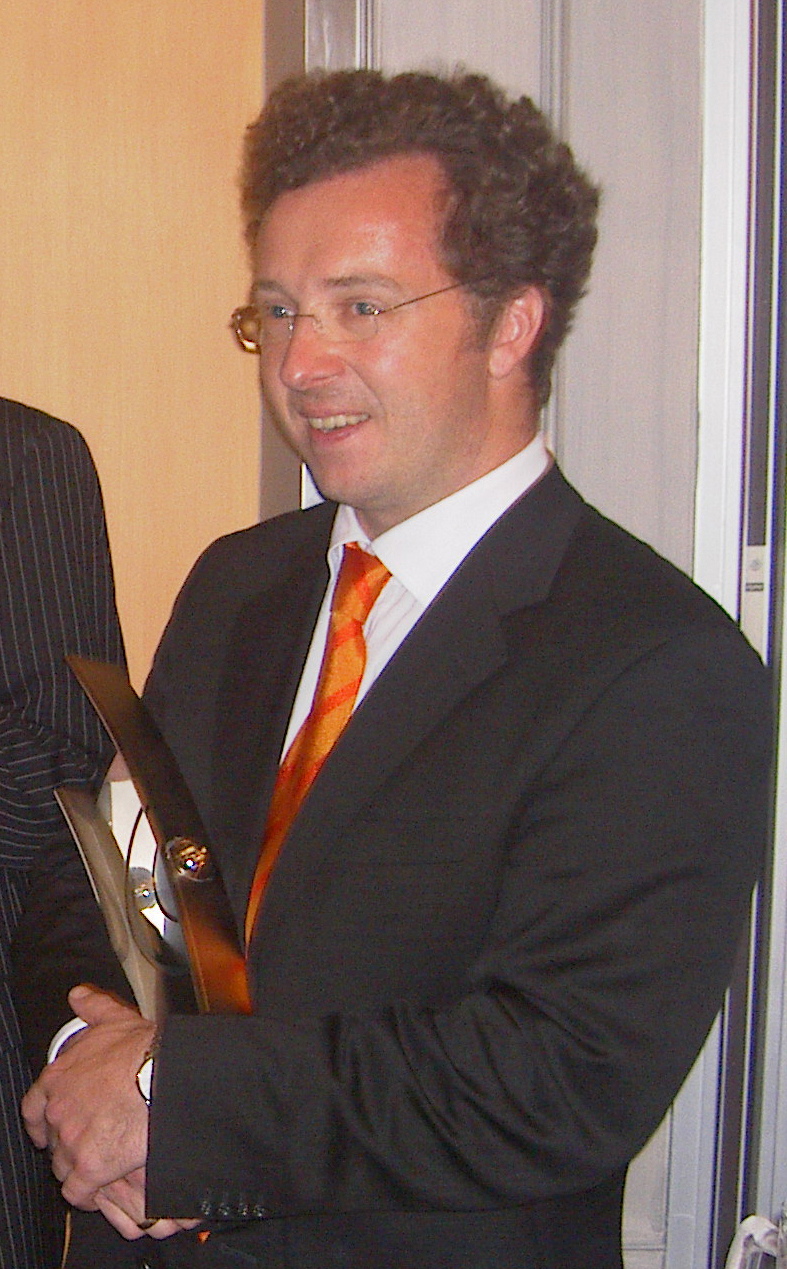
Christian Gerhaher (* 1969)

#### Gerhar

##### Gerhard
- Gerhard, Stiftspropst von Berchtesgaden
- Gerhard († 1303), Abt des Benediktinerklosters Liesborn
- Gerhard († 1360), Graf von Jülich-Berg (1348–1360)
- Gerhard († 1070), Herr von Châtenois und Herzog von Lothringen
- Gerhard (* 1223), Graf von Durbuy und Herr von Roussy
- Gerhard († 1303), Abt des Benediktinerklosters Liesborn (1265–1303)
- Gerhard († 1475), Graf von Ravensberg sowie Herzog von Jülich und Berg
- Gerhard Atze, Dienstmann Hermann I. von Thüringen
- Gerhard Bokholt, Ratsherr der Hansestadt Lübeck
- Gerhard Garnier, Graf von Sidon
- Gerhard I., Adliger
- Gerhard I., Graf von Jülich
- Gerhard I. († 1269), Bischof von Verden (1251–1269)
- Gerhard I. († 1108), Graf von Vaudémont
- Gerhard I. (1232–1290), einziger Graf von Holstein-ItzehoeGerhard I. (1232–1290)

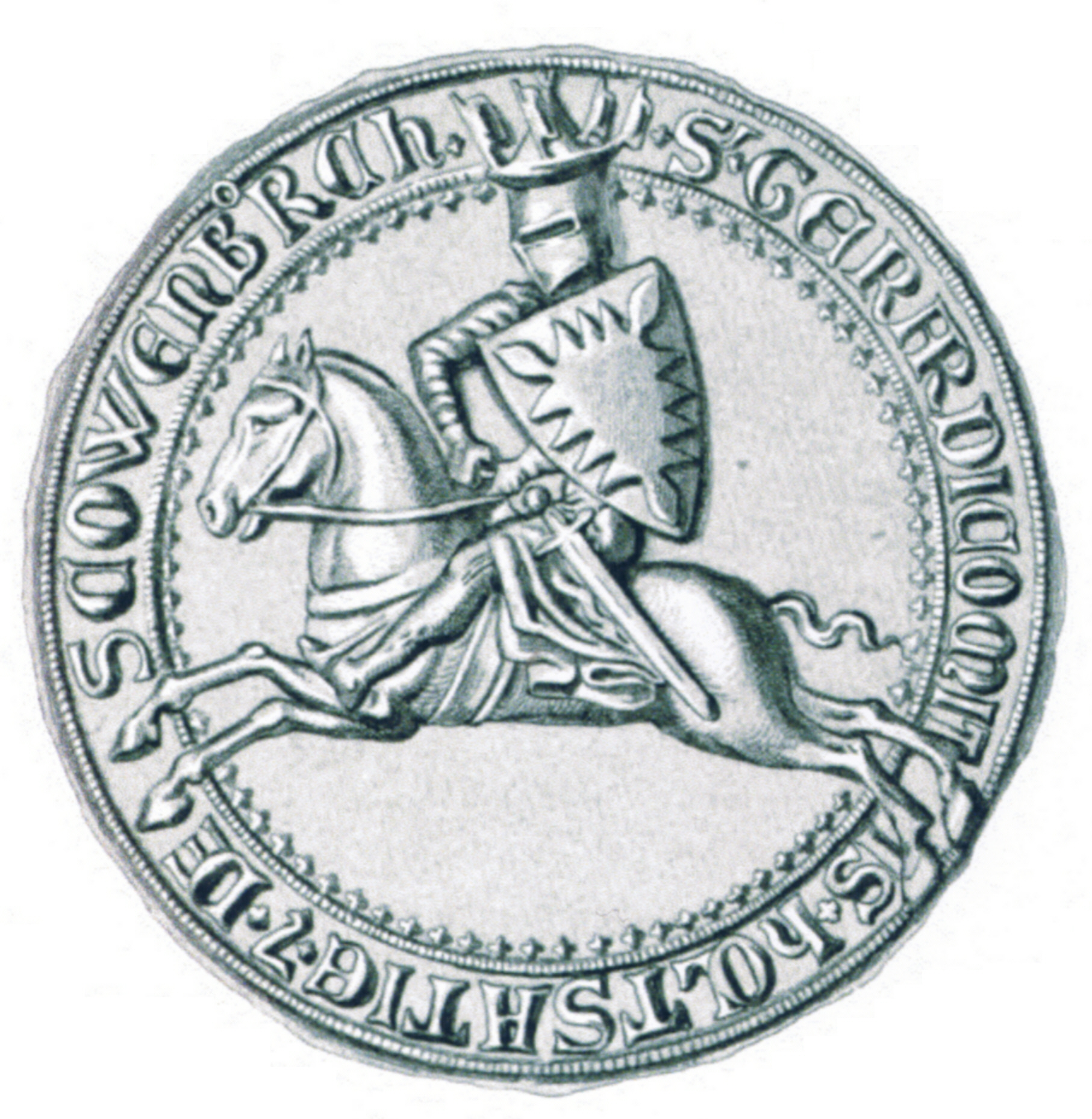
Gerhard I. (1232–1290)

- Gerhard I. Kämmerer von Worms († 1248), Stammvater der Familie der Kämmerer von Worms
- Gerhard I. von Cambrai († 1051), römisch-katholischer Bischof
- Gerhard I. von Dhaun († 1259), Wildgraf von Dhaun und Kyrburg, Erzbischof von Mainz, Reichserzkanzler
- Gerhard I. von Hamburg-Bremen († 1219), Bischof von Osnabrück und Erzbischof von Bremen
- Gerhard I. von Lohn, Graf der Herrschaft Lohn
- Gerhard I. von Metz († 910), Graf von Metz
- Gerhard I. von Schauenburg, Bischof von Minden
- Gerhard I. von Sinzig († 1237), Reichsvogt
- Gerhard I. von Toul (935–994), Bischof von Toul und Heiliger
- Gerhard II., Graf von Jülich
- Gerhard II. († 1249), deutscher Adliger
- Gerhard II., Graf von Paris, Graf von Vienne
- Gerhard II. († 1131), Graf von Geldern, Graf von Wassenberg
- Gerhard II. († 1258), Erzbischof von Bremen und Bischof von Hamburg
- Gerhard II. (1254–1312), Graf von Holstein-Plön
- Gerhard II. von Eppstein († 1305), Erzbischof und Kurfürst von Mainz
- Gerhard II. von Goch († 1422), Bischof von Naumburg
- Gerhard II. von Lohn († 1152), Graf der Herrschaft Lohn
- Gerhard II. von Schauenburg († 1366), Bischof von Minden
- Gerhard III., Graf von Jülich
- Gerhard III. († 1383), Graf von Hoya
- Gerhard III. († 1463), Erzbischof von Bremen
- Gerhard III. († 1340), dänischer PolitikerGerhard III. († 1340)

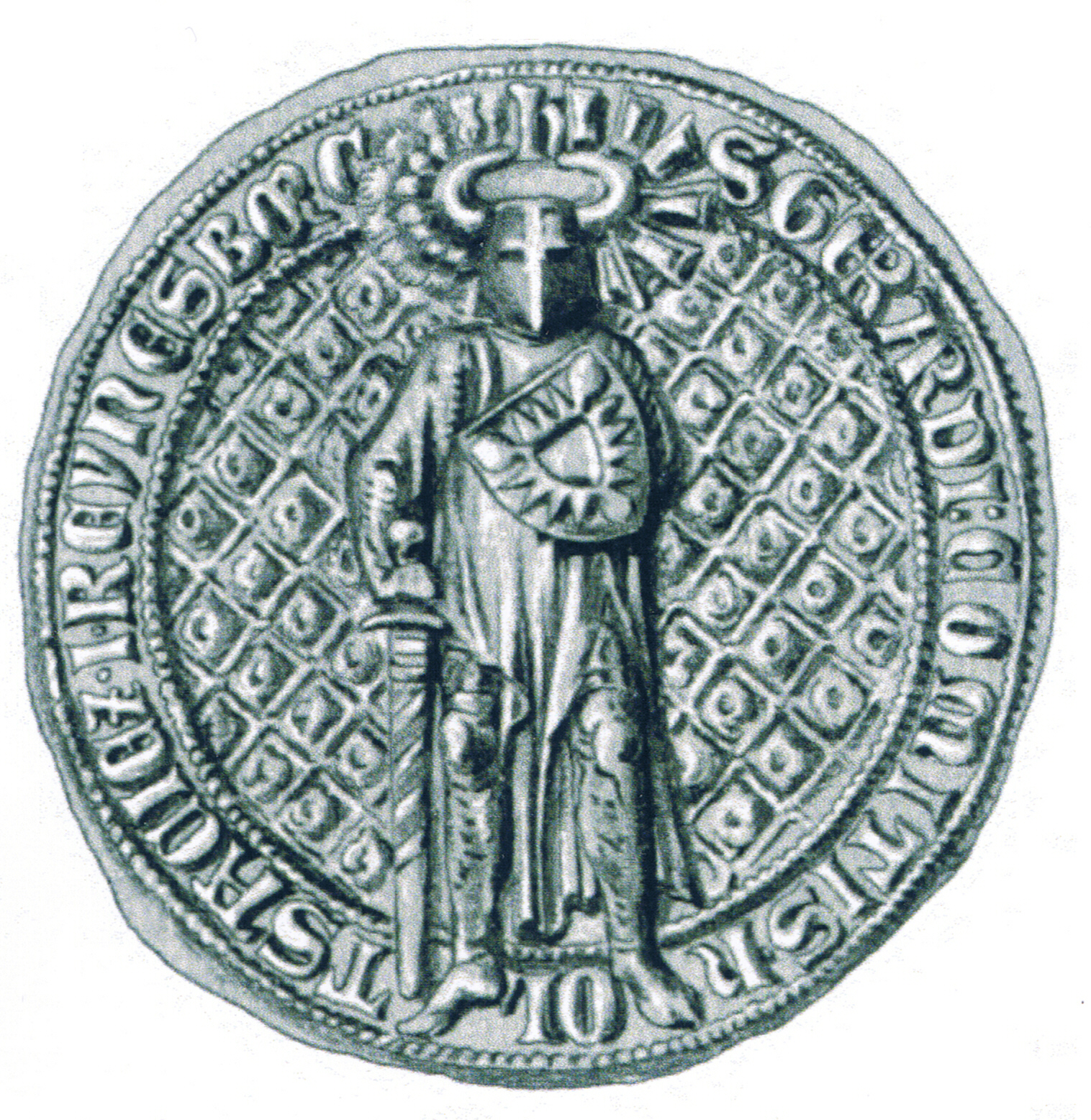
Gerhard III. († 1340)

- Gerhard III. († 1398), deutscher römisch-katholischer Bischof
- Gerhard III. von Geldern († 1229), Graf von Geldern
- Gerhard III. von Lohn, Graf der Herrschaft Lohn
- Gerhard III. von Wassenberg, Graf von Geldern, Graf von Wassenberg
- Gerhard IV., Sohn Gerhard III. von Jülich
- Gerhard IV., Graf von Holstein-Plön
- Gerhard Kikpot von Kalkar, deutscher Theologe und erster Kölner Professor des späten Mittelalters
- Gerhard Unmaze († 1198), Kaufmann
- Gerhard V., Adliger
- Gerhard V. († 1328), Graf von Jülich (1297–1328)
- Gerhard VI. († 1404), Graf von Holstein-Rendsburg
- Gerhard VII. (1404–1433), Graf von Holstein, Herzog von Schleswig
- Gerhard von Are († 1169), Propst des St. Cassiusstiftes der Bonner Münsterkirche
- Gerhard von Attendorn, Bürgermeister der Hansestadt Lübeck
- Gerhard von Augsburg, Kleriker und Chronist in Augsburg
- Gerhard von Battenberg, Domherr zu Mainz
- Gerhard von Bevar († 1318), Bischof von Konstanz
- Gerhard von Borgo San Donnino, italienischer Franziskaner
- Gerhard von Brüssel, Mathematiker, Philosoph und Theologe
- Gerhard von Clairvaux († 1138), burgundischer Adeliger, Zisterziensermönch und Seliger
- Gerhard von Clairvaux († 1177), italienischer Zisterzienserabt und Märtyrer
- Gerhard von Cremona (1114–1187), Übersetzer, Diakon, Lehrer
- Gerhard von Csanád († 1046), Bischof von CsanádGerhard von Csanád († 1046)

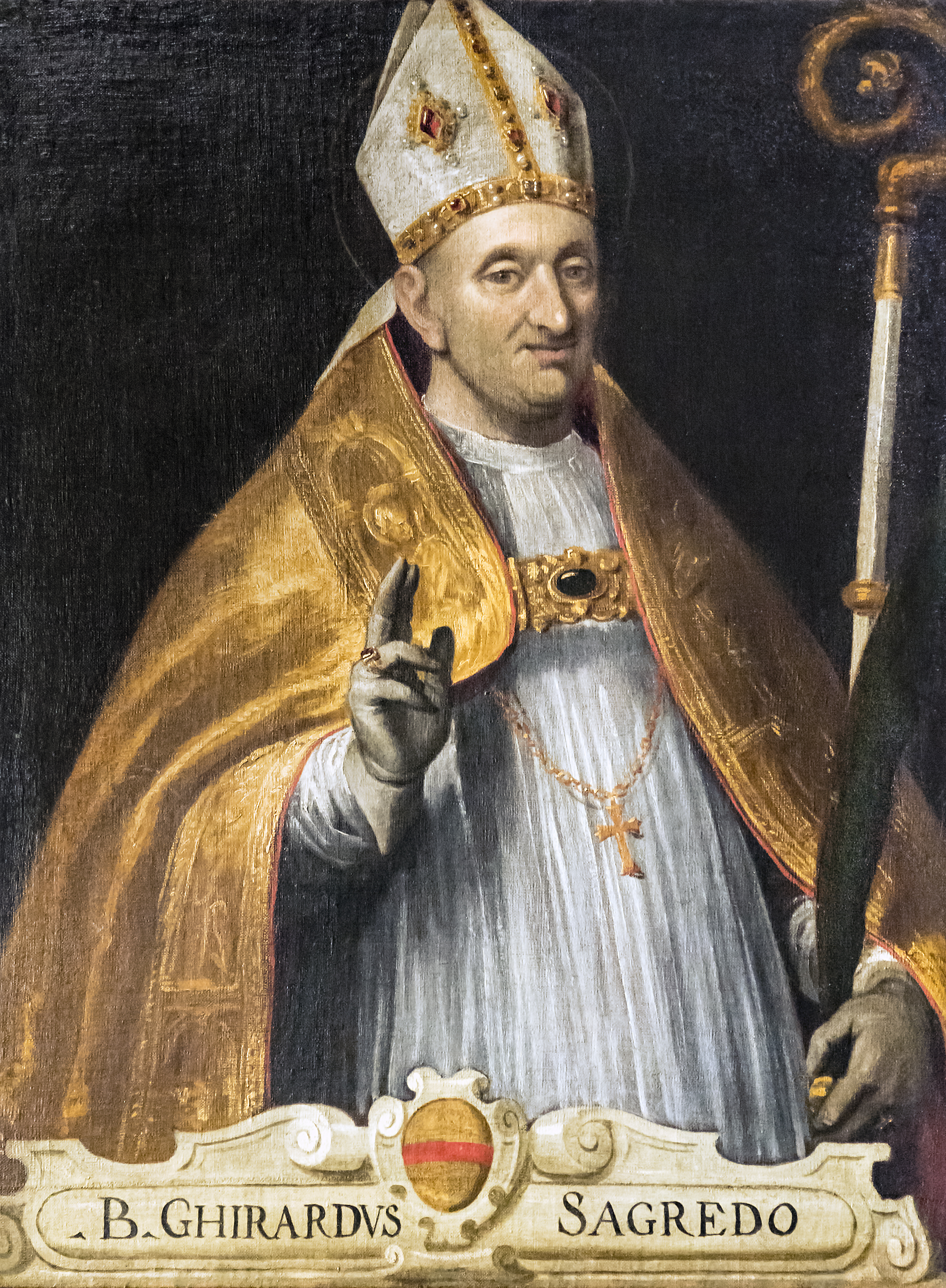
Gerhard von Csanád († 1046)

- Gerhard von der Mark (1220–1272), römisch-katholischer Bischof
- Gerhard von der Mark zu Hamm († 1461), Regent der Grafschaft Mark
- Gerhard von Ehrenberg († 1363), Bischof von Speyer (1336–1363)
- Gerhard von Ennstal († 1284), Bischof von Lavant
- Gerhard von Grafschaft, Abt von Werden und Helmstedt
- Gerhard von Horn († 1330), Herr von Weert, Perwez und Altena
- Gerhard von Lochem († 1344), Syndicus der Hansestadt Lübeck und Lübecker Domherr
- Gerhard von Lohn († 1300), Domdechant in Münster
- Gerhard von Malberg († 1246), Hochmeister des Deutschen Ordens
- Gerhard von Nassau, Geistliche
- Gerhard von Oßweiler († 1346), Ritter
- Gerhard von Passau († 946), Bischof von Passau
- Gerhard von Ruppin, Titularbischof von Laodicea in Syria und Weihbischof
- Gerhard von Sabbioneta, italienischer Astronom und Astrologe
- Gerhard von Schwarzburg († 1400), Bischof von Naumburg und später von Würzburg
- Gerhard von Seeon, Benediktiner und erster Abt des Klosters Seeon
- Gerhard von Silteo, Dominikaner und Astronom
- Gerhard von Steterburg († 1209), deutscher Chronist und Propst
- Gerhard von Vianden († 1212), Abt von Prüm und Stavelot-Malmedy
- Gerhard von Wippingen († 1325), Bischof von Lausanne und Basel
- Gerhard von Zbraslav und Obřany († 1291), Unterkämmerer von Mähren
- Gerhard, Adele (1868–1956), deutsche Schriftstellerin
- Gerhard, Andrea (* 1983), deutsche Schauspielerin und ModeratorinAndrea Gerhard (* 1983)

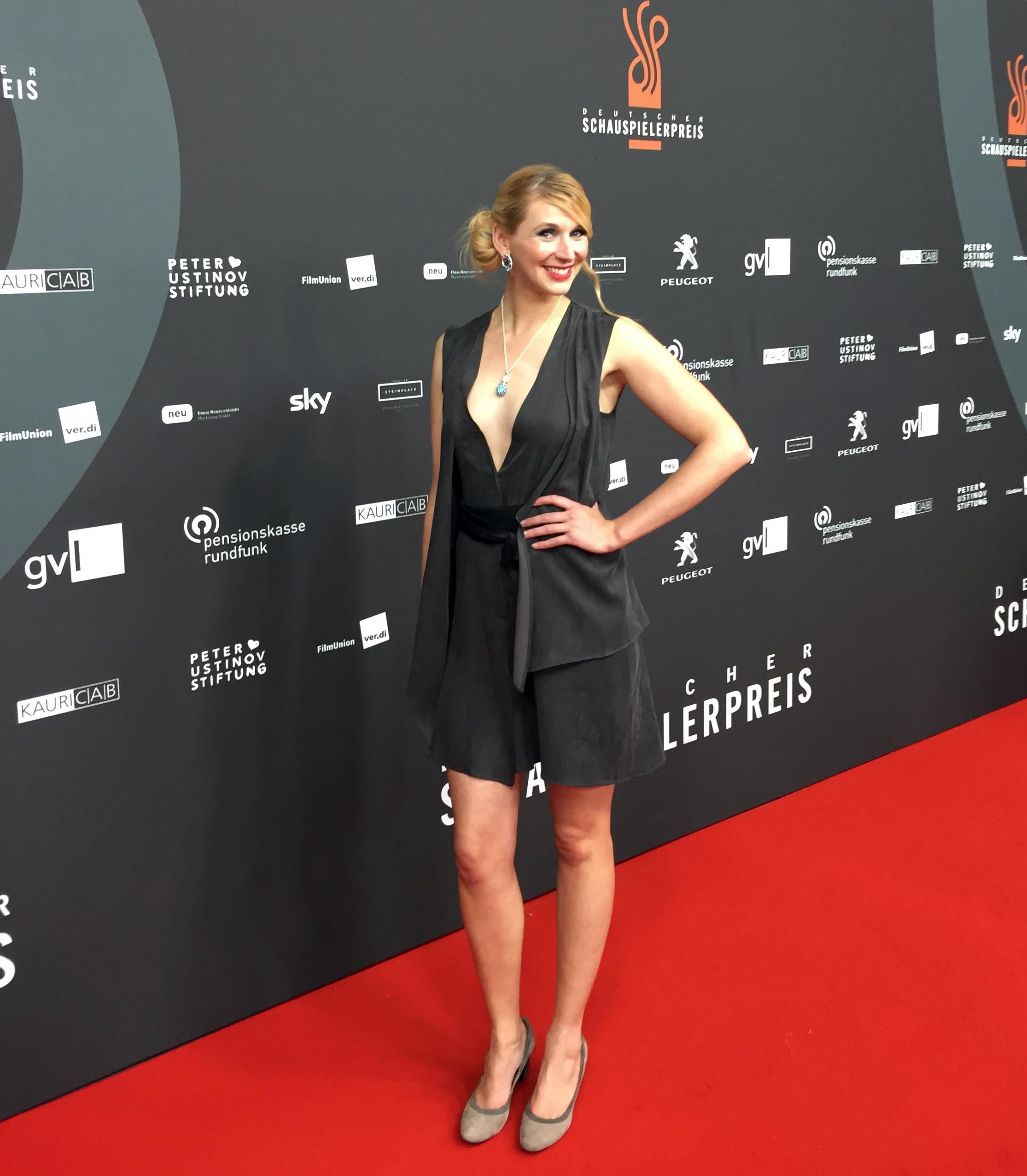
Andrea Gerhard (* 1983)

- Gerhard, Andreas (1580–1623), deutscher Jurist und Kanzler
- Gerhard, Anselm (* 1958), deutscher Musikwissenschaftler
- Gerhard, Carl Abraham (1738–1821), deutscher Mineraloge
- Gerhard, Christian August (1745–1817), deutscher Orgelbauer
- Gerhard, Christoph (* 1977), deutscher Ingenieur und Hochschullehrer
- Gerhard, Christopher (* 1967), deutscher Automobilrennfahrer, Leichtathlet
- Gerhard, Clemens (* 1967), deutscher Synchronsprecher und Schauspieler
- Gerhard, David Gottfried (1734–1809), deutscher evangelischer Geistlicher
- Gerhard, Dietrich (1896–1985), deutscher Historiker
- Gerhard, Eduard (1795–1867), deutscher Archäologe
- Gerhard, Friedrich (1884–1950), deutscher Dressurreiter
- Gerhard, Fritz Christian (1911–1993), deutscher Musikpädagoge und Komponist
- Gerhard, Georgine (1886–1971), Schweizer Pädagogin
- Gerhard, Gesine (* 1969), deutsche Historikerin
- Gerhard, Gustav Adolf (1878–1918), deutscher Altphilologe
- Gerhard, Hans (1888–1978), deutscher Politiker (FDP), MdL
- Gerhard, Hans Ferdinand (1868–1930), deutscher Journalist, Theaterkritiker, Schriftsteller, Archivar und Heimatforscher
- Gerhard, Heidi (* 1941), deutsche Sprinterin
- Gerhard, Heinrich, aus den Niederlanden stammender Bildhauer, tätig in Bayern
- Gerhard, Hermann Paul (1827–1881), deutscher Jurist und Politiker (DFP), MdR
- Gerhard, Hieronymus (1518–1574), württembergischer Staatsmann
- Gerhard, Hubert, niederländischer Renaissancebildhauer, tätig in Bayern
- Gerhard, Ingrid (* 1944), deutsche Gynäkologin, Naturheilkundlerin und Sachbuchautorin
- Gerhard, Johann (1582–1637), deutscher Theologe und Vertreter der lutherischen OrthodoxieJohann Gerhard (1582–1637)

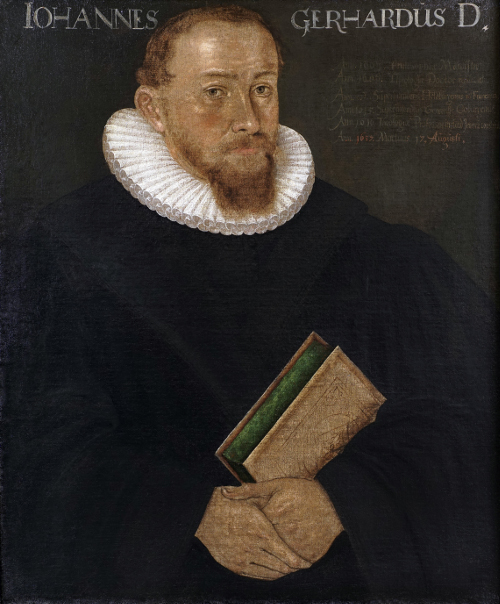
Johann Gerhard (1582–1637)

- Gerhard, Johann (1599–1657), deutscher Arzt sowie Professor und Rektor an der Universität Tübingen
- Gerhard, Johann Carl Ludewig (1768–1835), preußischer Bergrat
- Gerhard, Johann Christian Adam (1780–1837), deutscher Orgelbauer
- Gerhard, Johann Conrad (1720–1808), schwäbisch-russischer Wasserbauingenieur
- Gerhard, Johann Ernst der Ältere (1621–1668), deutscher lutherischer Theologe
- Gerhard, Jürgen (* 1947), deutscher Maler
- Gerhard, Justinus Ehrenfried († 1786), deutscher Orgelbauer
- Gerhard, Karl (1873–1948), deutscher Maler
- Gerhard, Karl (1891–1964), schwedischer Schauspieler, Theaterregisseur und Liederschreiber
- Gerhard, Karl Theodor Christian (1773–1841), deutscher Archdiakonus und Autor
- Gerhard, Kirsten, deutsche Journalistin und Nachrichtensprecherin
- Gerhard, Konstanze (* 1961), deutsche Aktivistin der deutschen Lesbenbewegung, EDV-Fachfrau
- Gerhard, Ludwig († 1738), deutscher lutherischer Theologe
- Gerhard, Marcel (* 1955), Schweizer Motorrad-Bahnrennfahrer, Langbahn-Weltmeister
- Gerhard, Martin, deutscher Sänger
- Gerhard, Melitta (1891–1981), deutsch-US-amerikanische Literaturhistorikerin
- Gerhard, Nikolai Nikolajewitsch (1838–1929), Generalgouverneur von Finnland
- Gerhard, Nina (* 1974), deutsche Sängerin, Texterin, Komponistin und Sprecherin
- Gerhard, Oskar (1826–1895), deutscher Philologe und Gymnasiallehrer
- Gerhard, Peter (1907–1994), österreichischer Schauspieler bei Bühne, Film und Fernsehen
- Gerhard, Reimund (* 1952), deutscher Angewandter Physiker und Hochschullehrer
- Gerhard, Robert (1896–1970), spanischer Komponist
- Gerhard, Siegfried, Bürgermeister von Heilbronn
- Gerhard, Siggi (1930–2020), deutscher Jazzmusiker
- Gerhard, Similde (1830–1903), deutsche Schriftstellerin
- Gerhard, Tatjana (* 1974), Schweizer Malerin
- Gerhard, Till (* 1971), deutscher Maler und Künstler
- Gerhard, Ute (* 1939), deutsche Soziologin
- Gerhard, Ute (1947–1987), deutsche Schauspielerin bei Bühne und Fernsehen
- Gerhard, Wilfried (* 1940), deutscher evangelischer Theologe und Sozialwissenschaftler
- Gerhard, Wilhelm (1780–1858), deutscher Dramaturg und Lyriker
- Gerhard-García, Alexandra (* 1974), deutsch-venezolanische Schlagzeugerin und Ärztin
- Gerhardi, Ida (1862–1927), deutsche MalerinIda Gerhardi (1862–1927)

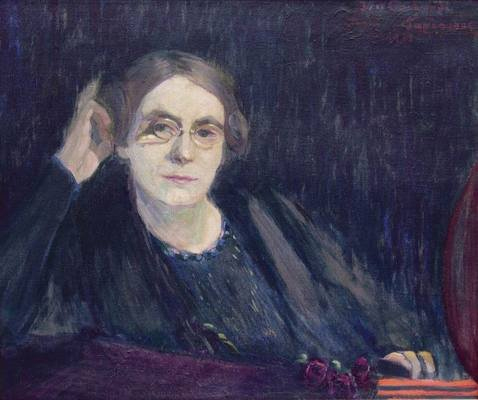
Ida Gerhardi (1862–1927)

- Gerhardi, Karl August (1864–1944), deutscher Schriftsteller und Arzt
- Gerhardi, Richard (1842–1924), deutscher Unternehmer und Politiker
- Gerhardinger, Constantin (1888–1970), deutscher Maler
- Gerhardinger, Karolina (1797–1879), Ordensschwester und Gründerin der Kongregation der „Armen Schulschwestern von Unserer Lieben Frau“
- Gerhardinger, Viktor (* 1990), deutscher Koch
- Gerhards, Albert (* 1951), deutscher römisch-katholischer Theologe und Liturgiewissenschaftler
- Gerhards, Alfred (1920–2000), deutscher Sportmediziner
- Gerhards, Anneliese (* 1935), deutsche Leichtathletin
- Gerhards, Fritzdieter (1935–2011), deutscher Regisseur und Theaterintendant
- Gerhards, Jürgen (* 1955), deutscher Soziologe
- Gerhards, Kalli (* 1955), deutscher Jazzmusiker (Bass) und Autor
- Gerhards, Meik (* 1970), deutscher evangelischer Theologe
- Gerhards, Nicole (* 1969), deutsche Filmproduzentin
- Gerhards, Wilhelm (1934–2001), deutscher Bildhauer
- Gerhards, Wilhelm Josef (* 1943), deutscher Schriftsteller und Journalist
- Gerhards, Wolfgang (* 1949), deutscher Politiker (SPD), MdL, Justizminister
- Gerhardsen, Carin (* 1962), schwedische Schriftstellerin
- Gerhardsen, Einar (1897–1987), norwegischer sozialdemokratischer Politiker
- Gerhardsson, Birger (1926–2013), schwedischer Theologe, Professor an der Theologischen Fakultät der Universität Lund, Schweden
- Gerhardsson, Peter (* 1959), schwedischer Fußballspieler und -trainer
- Gerhardt, Adolf von (1803–1879), preußischer Landrat und Polizeipräsident
- Gerhardt, Alban (* 1969), deutscher CellistAlban Gerhardt (* 1969)

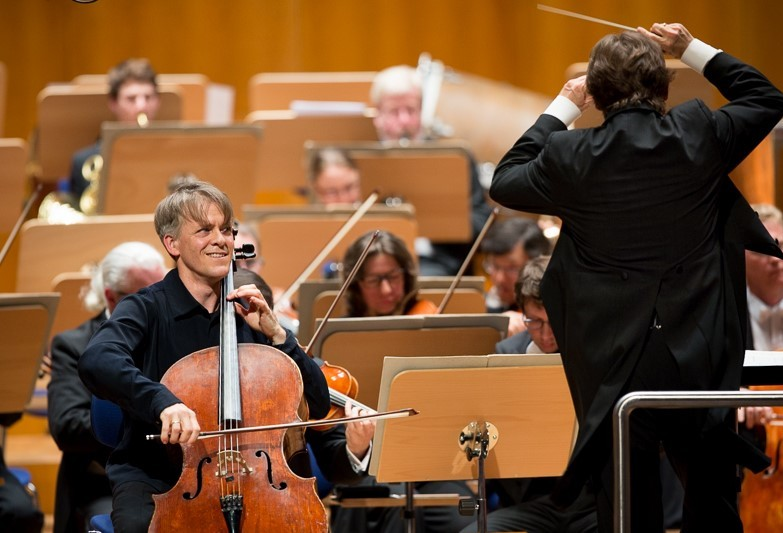
Alban Gerhardt (* 1969)

- Gerhardt, Anna (* 1998), deutsche Fußballspielerin
- Gerhardt, Annette, deutsche Sprecherin von Fernsehmagazinen und Dokumentationen
- Gerhardt, Carl (1833–1902), deutscher Internist und Leiter der Charité
- Gerhardt, Carl Heinrich (1846–1907), deutscher Unternehmer
- Gerhardt, Carl Immanuel (1816–1899), deutscher Mathematiker
- Gerhardt, Carsten (* 1968), deutscher Unternehmensberater
- Gerhardt, Charles (1927–1999), US-amerikanischer Dirigent, Musikproduzent, Toningenieur und Arrangeur
- Gerhardt, Charles Frédéric (1816–1856), französischer Chemiker
- Gerhardt, Christoph (1940–2010), deutscher Germanist
- Gerhardt, Claudia (* 1966), deutsche Weitspringerin
- Gerhardt, Claus Walther (1926–2014), deutscher Drucker und erster Prägemeister
- Gerhardt, Dietrich (1866–1921), deutscher Mediziner
- Gerhardt, Dietrich (1911–2011), deutscher Slawist
- Gerhardt, Eberhard (1910–1999), deutscher Agrar- und Wirtschaftswissenschaftler
- Gerhardt, Eduard (1813–1888), deutscher Maler, Zeichner, Grafiker, Lithograf und Architekt
- Gerhardt, Elena (1883–1961), deutsche Opernsängerin (Mezzosopran)
- Gerhardt, Ernst (* 1921), deutscher Kommunalpolitiker (CDU)
- Gerhardt, Erwin (1894–1977), württembergischer Landrat
- Gerhardt, Ewald (* 1947), deutscher Mykologe, Naturfotograf und Autor
- Gerhardt, Fabian (* 1971), deutscher Regisseur, Schauspieler und Autor
- Gerhardt, Frank (* 1967), deutscher Musiker
- Gerhardt, Friedrich (1826–1922), deutscher Orgelbauer
- Gerhardt, Friedrich (1828–1921), deutscher Maler
- Gerhardt, Gunther (* 1951), deutscher Historiker
- Gerhardt, Hans-Jürgen (1928–2010), deutscher Mediziner
- Gerhardt, Hans-Jürgen (* 1954), deutscher Bobfahrer
- Gerhardt, Heinrich (1823–1915), deutscher Bildhauer
- Gerhardt, Hermann, deutscher Fußballspieler
- Gerhardt, Horst (1935–2021), deutscher Bergingenieur und Hochschullehrer
- Gerhardt, Ida (1905–1997), niederländische Dichterin, Altphilologin und Übersetzerin
- Gerhardt, James (1929–2021), US-amerikanischer Leichtathlet
- Gerhardt, Karl (1853–1940), US-amerikanischer Bildhauer
- Gerhardt, Karl (1864–1939), deutscher Verwaltungsjurist
- Gerhardt, Karl (1869–1931), österreichischer Schauspieler und Regisseur beim deutschen Theater und Film
- Gerhardt, Karl Albrecht Gustav Hermann von (1831–1909), königlich preußischer Generalmajor und zuletzt Kommandeur der 57. Infanteriebrigade
- Gerhardt, Katharina (* 1978), deutsche Schauspielerin und Model
- Gerhardt, Klaus-Uwe (* 1955), deutscher Sachbuchautor
- Gerhardt, Ludwig (* 1938), deutscher Afrikanist
- Gerhardt, Margarete (1873–1955), deutsche Malerin, Grafikerin und Linol- und Holzschneiderin
- Gerhardt, Marie-Christine (* 1997), deutsche Ruderin
- Gerhardt, Martin (1894–1952), deutscher Kirchenhistoriker und Archivar
- Gerhardt, Martina (* 1959), deutsche Juristin, Richterin, Staatsanwältin und Gerichtspräsidentin
- Gerhardt, Maximilian (* 1861), deutscher Politiker
- Gerhardt, Mertcan (* 2002), türkisch-deutscher Basketballspieler
- Gerhardt, Michael (* 1948), deutscher Jurist, Richter am Bundesverwaltungsgericht und des Bundesverfassungsgerichts
- Gerhardt, Oswald (1862–1946), deutscher evangelischer Theologe
- Gerhardt, Paul (1607–1676), deutscher evangelisch-lutherischer Theologe und KirchenlieddichterPaul Gerhardt (1607–1676)

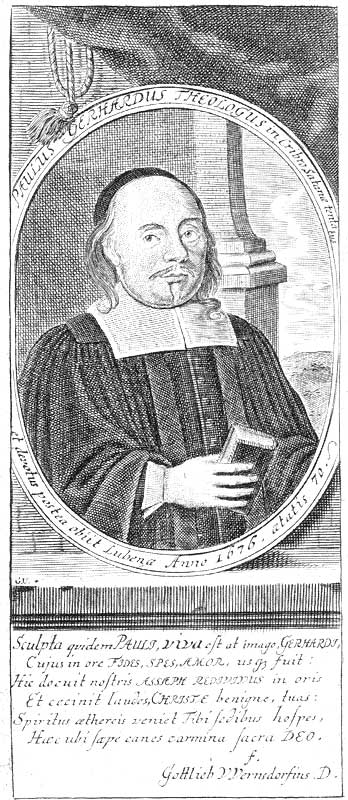
Paul Gerhardt (1607–1676)

- Gerhardt, Paul (1847–1923), deutscher Baubeamter und Wasserbauingenieur
- Gerhardt, Paul (1867–1941), deutscher Sonderpädagoge und Schriftsteller
- Gerhardt, Paul (1867–1946), deutscher Komponist und Organist
- Gerhardt, Paul (1881–1953), deutscher Offizier und General
- Gerhardt, Paul (1901–1956), deutscher Marathonläufer
- Gerhardt, Paul (1912–1975), deutscher Künstler
- Gerhardt, Peter (* 1992), deutscher Politiker (AfD) und seit 2024 Mitglied des 8. Thüringer Landtages
- Gerhardt, Rainer Maria (1927–1954), deutscher Schriftsteller, Verleger und Übersetzer
- Gerhardt, Robby (* 1987), deutscher Ruderer
- Gerhardt, Robert (1903–1989), US-amerikanischer Ruderer
- Gerhardt, Sina-Maria (* 1981), deutsche Theater- und Filmschauspielerin
- Gerhardt, Sonja (* 1989), deutsche SchauspielerinSonja Gerhardt (* 1989)

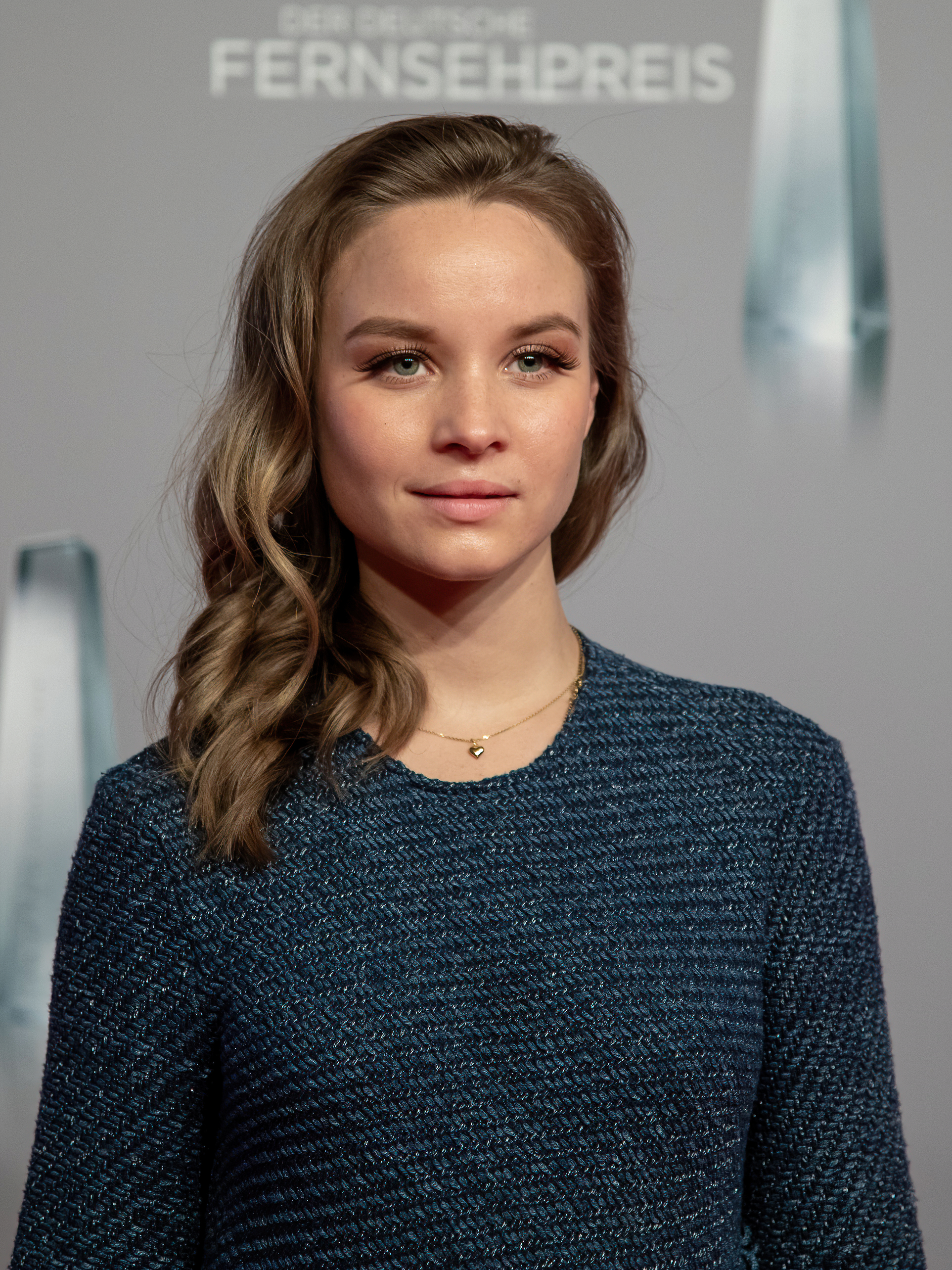
Sonja Gerhardt (* 1989)

- Gerhardt, Sven (* 1968), deutscher Schauspieler und Synchronsprecher
- Gerhardt, Tom (* 1956), deutscher Komiker und Schauspieler
- Gerhardt, Ulrich (1875–1950), deutscher Zoologe
- Gerhardt, Ulrich (* 1934), deutscher Regisseur und Hörspielleiter des SFB
- Gerhardt, Ursula (* 1943), deutsche Juristin, ehemalige Vorsitzende Richterin am Bundesgerichtshof und Richterin am Hamburgischen Verfassungsgericht
- Gerhardt, Uta (* 1938), deutsche Soziologin
- Gerhardt, Volker (* 1944), deutscher Philosoph
- Gerhardt, Waldemar (* 1939), deutscher Fußballspieler und -trainer
- Gerhardt, Walter (* 1934), deutscher Jurist und Hochschullehrer
- Gerhardt, Werner (1912–1932), deutscher NS-Jungvolkführer und „Blutzeuge der NS-Bewegung“ im Gau Halle-Merseburg
- Gerhardt, Wilfried (1930–2010), deutscher Sportjournalist und Fußballfunktionär
- Gerhardt, Wolfgang (1943–2024), deutscher Politiker (FDP), MdL, MdBWolfgang Gerhardt (1943–2024)

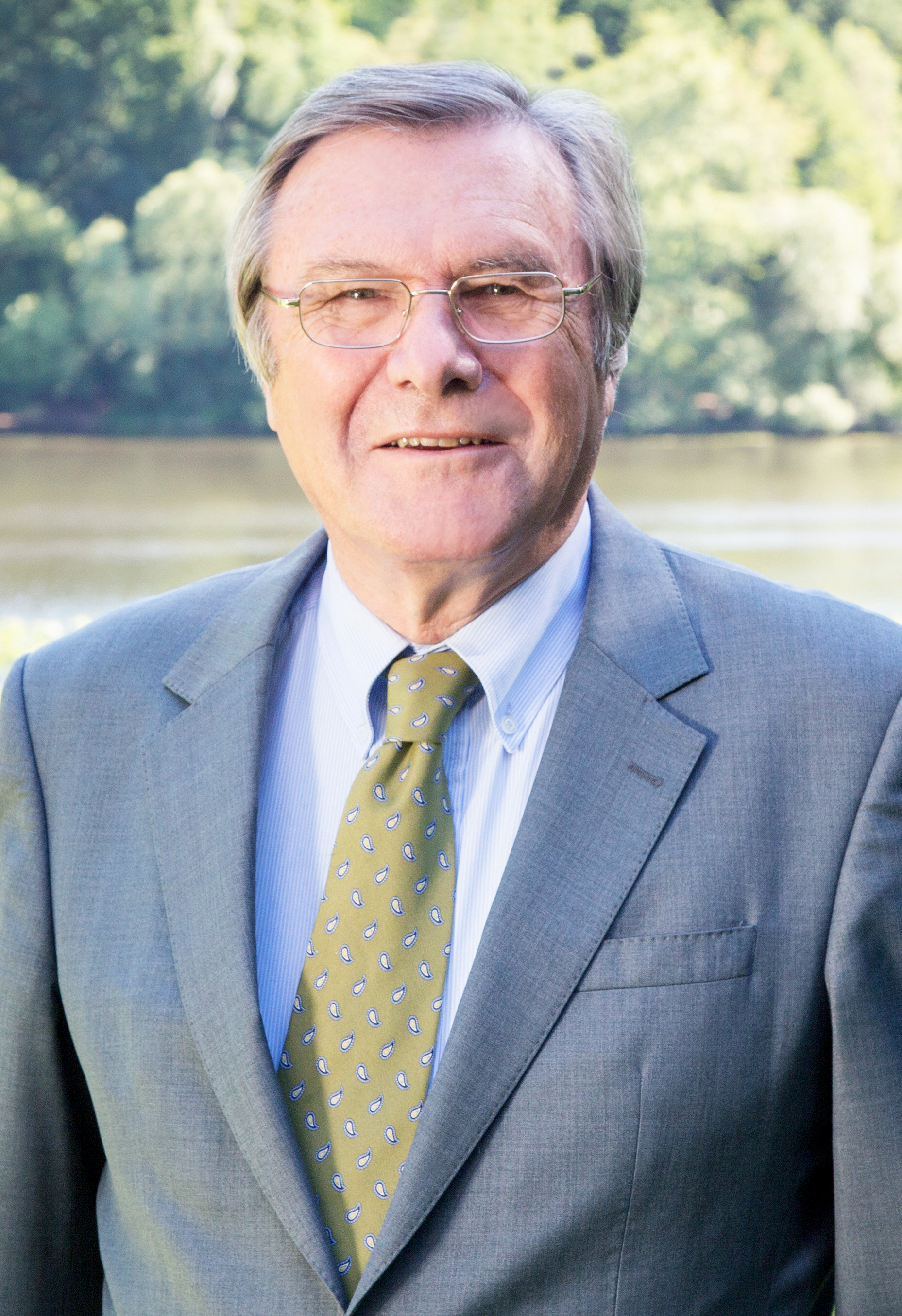
Wolfgang Gerhardt (1943–2024)

- Gerhardt, Yannick (* 1994), deutscher Fußballspieler
- Gerhardter, Fenja (* 1996), österreichische Schauspielerin und Musikerin
- Gerhardts, Karl (1892–1961), deutscher Turn- und Sportfunktionär
- Gerhardus, Dietfried (1938–2022), deutscher Philosoph, Professor für Philosophie und Kunst
- Gerhardus, Felix (1895–1973), deutscher Amtsbürgermeister in Kuchenheim und Mechernich sowie Oberkreisdirektor des Kreises Schleiden
- Gerhardus, Valentin (* 1997), deutscher Jazz- und Improvisationsmusiker (Piano, Elektronik, Komposition)
- Gerhardy, Roger (1944–2014), deutscher Ordenspriester, Journalist und Publizist

##### Gerhart
- Gerhart, Anton (1879–1944), österreichischer Bildhauer und Plakettenkünstler
- Gerhart, Friedrich, deutscher Benediktiner und Theologe
- Gerhart, Johann, Steinbildhauer der Gotik
- Gerhart, John K. (1907–1981), US-amerikanischer General
- Gerhart, Kevin, US-amerikanischer Pokerspieler
- Gerhart, Maria (1890–1975), österreichische Opernsängerin (Sopran)
- Gerhart, Nikolaus (* 1944), deutscher Bildhauer
- Gerhart, Toby (* 1987), US-amerikanischer American-Football-Spieler
- Gerhart-Dahlke, Elfe (1919–2007), österreichische Schauspielerin, Hörspielsprecherin und bildende Künstlerin
- Gerhartl, Otto (1907–1998), österreichischer Politiker (SPÖ), Landtagsabgeordneter
- Gerhartsreiter, Christian (* 1961), deutscher Hochstapler
- Gerhartz, Ingo (* 1965), General der Luftwaffe der Bundeswehr, Befehlshaber des Allied Joint Force Command BrunssumIngo Gerhartz (* 1965)

Ingo Gerhartz (* 1965)

- Gerhartz, Johannes Günter (1926–2016), deutscher Jesuit und Kirchenrechtler
- Gerhartz, Josef (1865–1918), deutscher Opernsänger (Tenor) und Gesangspädagoge
- Gerhartz, Leo Karl (1937–2016), deutscher Musikpublizist

#### Gerhau
- Gerhäuser, Emil (1868–1917), deutscher Opernsänger (Tenor) und Regisseur
- Gerhäuser, Heinz (* 1946), deutscher Elektroingenieur
- Gerhauser, Johann Balthasar (1766–1825), katholischer Theologe und Hochschullehrer
- Gerhäuser, Walter (1900–1993), deutscher Ingenieur, Marmorfabrikant
- Gerhäuser-Saint-Georges, Ottilie (1871–1955), deutsche Schauspielerin

### Gerhe
- Gerhein, Ina (1906–1995), deutsche Opernsängerin mit den Stimmlagen Mezzosopran und Alt

### Gerho
- Gerhoch von Reichersberg († 1169), bayerischer Kirchenreformer, Theologe und Regularkanoniker
- Gerhoh, Fürstbischof von Eichstätt
- Gerhoh von Waldeck († 1359), Bischof von Chiemsee
- Gerhold, Erich (1944–2020), deutscher Politiker (CDU), MdL
- Gerhold, Ernst-Christian (* 1942), österreichischer evangelisch-lutherischer Theologe
- Gerhold, Hermann (1839–1918), deutscher Pfarrer und Politiker
- Gerhold, Karl (1908–1985), österreichischer Fußballspieler
- Gerhold, Karl (* 1950), deutscher Politiker (CDU) und Unternehmer
- Gerhold, Rolf, deutscher American-Football-Spieler
- Gerhold, Sönke (* 1979), deutscher Jurist und Hochschullehrer
- Gerhold, Stefanie (* 1967), deutsche literarische Übersetzerin
- Gerhold, Walter (1921–2013), deutscher Marinesoldat, zuletzt Schreibermaat im Zweiten Weltkrieg und Träger des Ritterkreuzes des Eisernen KreuzesWalter Gerhold (1921–2013)

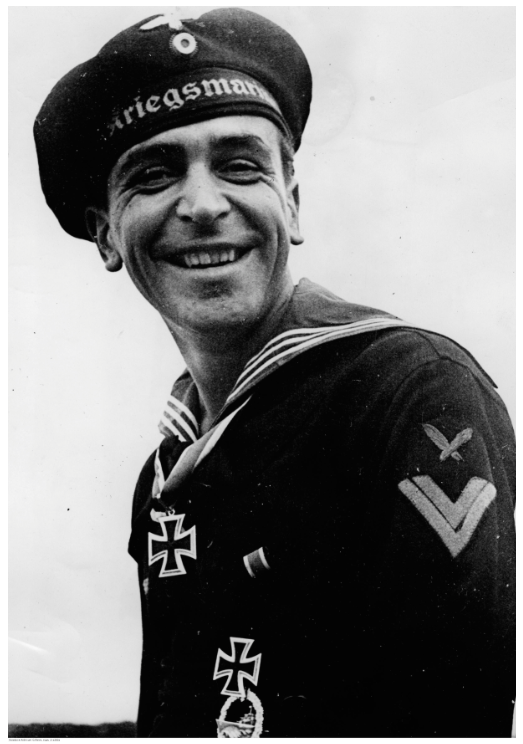
Walter Gerhold (1921–2013)

- Gerholz, Karl-Heinz, deutscher Pädagoge und Hochschullehrer